# Big Lava Bed
Das Big Lava Bed ist ein Lavafeld im Gifford Pinchot National Forest, liegt im Südwesten des US-Bundesstaates Washington und entstammt einem 500 ft (152 m) tiefen Vulkankrater im nördlichen Zentrum des Lavafeldes. Das Big Lava Bed ist das jüngste Objekt im Vulkanfeld Indian Heaven. Der Lavafluss von 0,9 Kubikkilometern Volumen wurde von einem Schlackenkegel vor etwa 8.200 Jahren ausgestoßen. Der Lavastrom floss über 13 Kilometer von seinem Ursprungsort. Küsten-Kiefern, Erlen und andere Pionierpflanzen begannen zu wachsen und bildeten lichte Bestände inmitten von hohen Felssäulen, Höhlen und bizarren Lavastrukturen. Der Zugang ins Innere des Lavafeldes ist schwierig, weil keine Straßen und Wege zu ihm hin oder darüber hinweg führen. Entdecker sind angehalten, ihre Routen sorgfältig zu wählen. Kompasse sind nicht überall verlässlich, weil lokale magnetische Einflüsse die Zuverlässigkeit innerhalb der gewaltigen Formation beeinträchtigen.

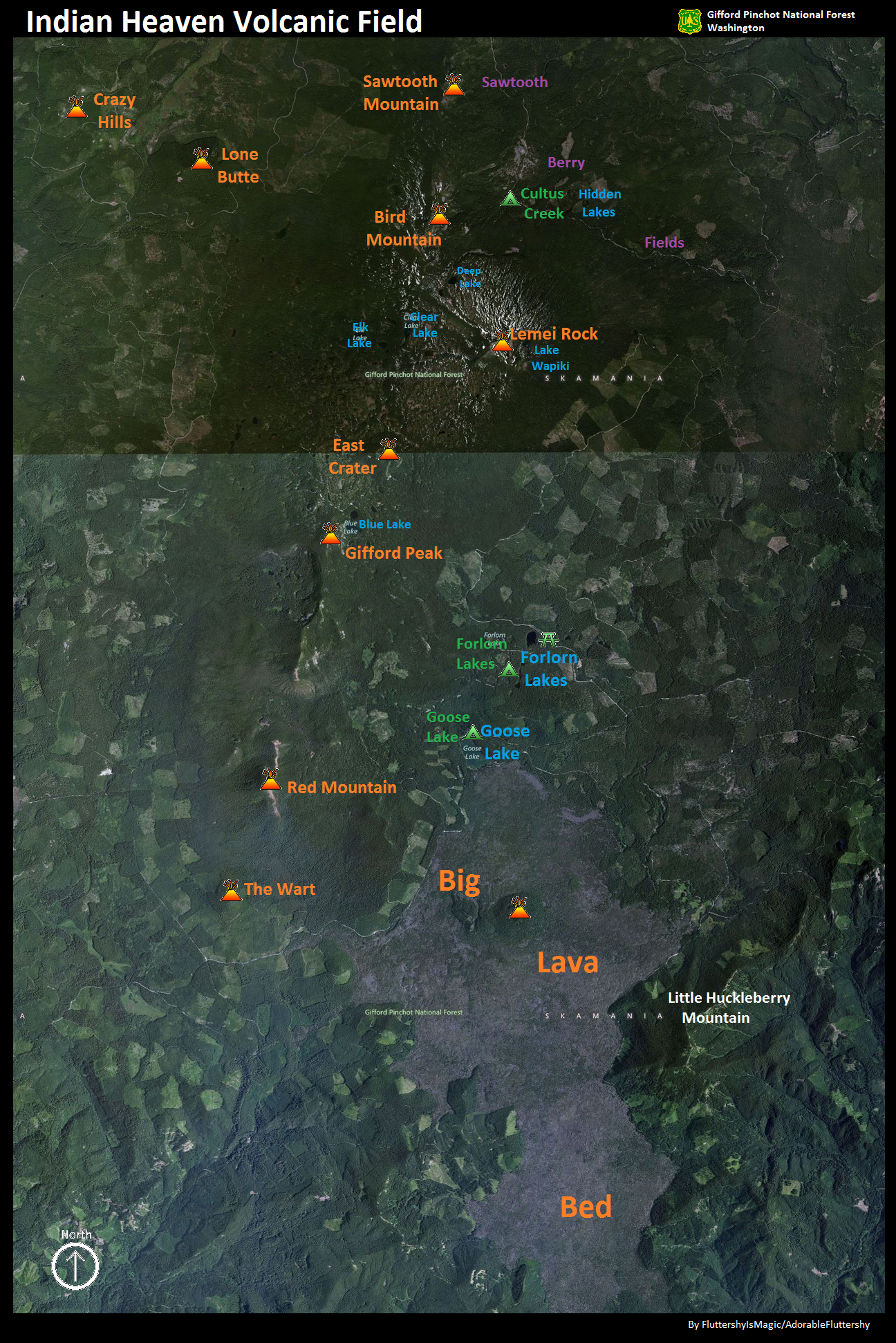
Satellitenkarte mit den verschiedenen Schildvulkanen, überragt von Schlacken- und Schweißschlackenkegeln, die das Vulkanfeld Indian Heaven kennzeichnen. Das Big Lava Bed kann als helleres grün-braunes Gebiet in der Mitte unten identifiziert werden. Das orange Vulkan-Symbol markiert die Lage des Schlackenkegels, welcher der Ursprung des Lavafeldes ist.